# Courchamps (Maine-et-Loire)
Courchamps é uma comuna francesa na região administrativa da Pays de la Loire, no departamento de Maine-et-Loire. Estende-se por uma área de 6,99 km². Em 2010 a comuna tinha 524 habitantes (densidade: 75 hab./km²).